# Problema de la il·luminació

Solució de Roger Penrose al problema de la il·luminació utilitzant arcs el·líptics (blau) i segments de línies rectes (verd), per a 3 posicions de la font lluminosa única (punt roig). Les creus de color lila són els focus dels arcs més grans. Les regions il·luminades i a l'ombra es mostren en groc i gris, respectivament.

El problema de la il·luminació és un problema matemàtic resolt que va ser proposat per primera vegada a principis dels anys 1950 per Ernst Straus. Straus va preguntar si una habitació amb totes les parets cobertes per miralls es pot il·luminar sempre amb una font lluminosa sense que hi hagi ombres, permetent una reflexió repetida de la llum en els miralls. Alternativament, la pregunta es pot formular en termes propis del món del billar: suposant que es puga construir una taula de billar de la forma que es vulga, és possible trobar una forma tal que siga impossible introduir la bola de billar en un forat situat en un altre punt, assumint que la bola és puntual i no és afectada per la fricció de forma que continuï rebotant de forma indefinida a les parets?
Una solució, negativa, al problema va ser donada per primera vegada el 1958 per Roger Penrose amb la creació de l'habitació no il·luminable de Penrose a partir de formes el·líptiques. Utilitzant les propietats de l'el·lipse, va mostrar que existeix una habitació de parets corbades que sempre conté zones a l'ombra si se l'il·lumina amb una única font de llum.

Solucions al problema de la il·luminació de George W. Tokarsky (26 costats) i D. Castro (24 costats). Noteu que la font lluminosa única (punt roig) i el punt fosc (creu grisa) són intercanviables.

L'any 1995 George Tokarsky va donar una solució per a una habitació poligonal de 26 costats, en la qual existia un punt no il·luminable. Posteriorment, el 1997 D. Castro va reduir el nombre de costats a 24. Tanmateix, aquest és un cas límit, ja que hi ha un nombre finit de punts foscos no il·luminables per a qualsevol posició de la font lluminosa. Si en comptes d'una font puntual, hi hagués una font extensa, l'habitació seria il·luminable.